# Mercury Voyager
La Voyager è un'autovettura full-size prodotta dalla Mercury dal 1957 al 1958 solamente in versione familiare.
Il motore era installato anteriormente, mentre la trazione era posteriore. Apparteneva ad una fascia di prezzo medio ed era collocata, nella gamma delle familiari Mercury, tra la Commuter e la Colony Park. Era disponibile sia nella versione a due porte che in quella a quattro. Era dotata di un motore V8 da 6 L di cilindrata, del servosterzo e di un cambio che si innestava grazie alla pressione di un bottone.